# 윤급 초상
윤급 초상(尹汲 肖像)은 서울특별시 용산구 국립중앙박물관에 있는 조선시대의 초상화이다. 2006년 12월 29일 대한민국의 보물 제1496호로 지정되었다.

## 개요
조선후기 문신인 근암 윤급(近菴 尹汲, 1697-1770)의 영정으로 사모(紗帽)와 흑단령(黑團領)을 착용하고 표피를 깐 교의자(交椅子)에 반우향(半右向)으로 앉은 뒤 공수(拱手)하고 있는 전신상이다. 쌍학흉배(雙鶴胸背)와 서대(犀帶)를 하고 있는 점을 고려할 때, 윤급이 판의금부사(判義禁府事)를 지내 1품에 오른 영조 38년(1762)의 66세 무렵에 그린 것으로 생각된다. 그런데 오세창의 근역서화징(槿域書畵徵)에 변상벽(卞相璧)이 윤급의 초상화를 그렸다는 "화재화정(和齋畵幀)"의 기록이 인용되고 있어, 동 초상이 당대 최고의 어진화사(御眞畵師)였던 변상벽이 그린 것임을 짐작할 수 있다. 얼굴의 사마귀와 검버섯, 붉은 홍기(紅氣)까지 정교하게 묘사한 수작이며 족자표장도 18세기 후반의 원형을 잘 간직하고 있어 중요성을 더해준다.

## 같이 보기
- 윤급

## 참고 자료
- 윤급 초상 - 국가유산청 국가유산포털